# Usora (vattendrag i Bosnien och Hercegovina)
Usora är ett vattendrag i Bosnien och Hercegovina. Det ligger i den centrala delen av landet, 100 km norr om huvudstaden Sarajevo.
I omgivningarna runt Usora växer i huvudsak blandskog. Runt Usora är det ganska tätbefolkat, med 67 invånare per kvadratkilometer.